# يو إف سي على إي إس بي إن: سميث ضد كلارك
يو إف سي على إي إس بي إن: سميث ضد كلارك (بالإنجليزية: UFC on ESPN: Smith vs. Clark)‏ هو حدث لفنون القتال المختلطة نظمته يو إف سي، أُقيم في 28 نوفمبر 2020، على يو إف سي أبيكس في إنتربرايز، يفادا، جزء من منطقة لاس فيغاس الحضرية، الولايات المتحدة.